# ایوان دریوگین
ایوان دریوگین (انگلیسی: Ivan Deriuhin; ۲۵ نوامبر ۱۹۲۸ – ۱۰ ژانویهٔ ۱۹۹۶) ورزشکار پنج‌گانه مدرن اهل اتحاد جماهیر شوروی سوسیالیستی بود.
وی در مسابقات کشوری و بین‌المللی در مجموع برندهٔ ۱ مدال طلا شده‌است.